# Anne Quart
Anne Quart (* 5. Februar 1972 in Berlin) ist eine deutsche Dolmetscherin und Gewerkschafterin. Sie war von 2014 bis 2019 Staatssekretärin im Ministerium der Justiz und für Europa und Verbraucherschutz des Landes Brandenburg.

## Biografie
Anne Quart nahm nach dem Abitur 1990 ein Dolmetscherstudium für Russisch und Französisch auf, das sie in Berlin, Moskau und Brüssel absolvierte. Nach dem Abschluss als Diplom-Dolmetscherin war sie von 1999 bis 2006 wissenschaftliche Mitarbeiterin der Europaabgeordneten Sylvia-Yvonne Kaufmann und Helmuth Markov. Anschließend wechselte sie in die Bundesgeschäftsstelle der Linken im Bereich Internationale Politik, den sie von 2009 bis 2011 leitete. Danach war sie im Wolfsburger Automobilbereich tätig, zunächst als Fachreferentin im Generalsekretariat des Euro- und Volkswagen-Weltkonzernbetriebsrates, dann im Bereich Konzern Personal International der Volkswagen AG Wolfsburg.
Im November 2014 wurde Quart unter dem brandenburgischen Kabinett Woidke II als Staatssekretärin im Angestelltenverhältnis mit Zuständigkeit für die Bereiche Europa und Verbraucherschutz im Ministeriums für Justiz, Europa und Verbraucherschutz tätig.
Im Zuge der Bildung des Kabinetts Woidke III im November 2019 schied sie als Staatssekretärin aus dem Dienst aus.

## Politik
Quart trat 2005 der PDS bei und gehört seit 2007 der Linken an. 